# البلد (مناخة)

تعديل مصدري - تعديل

البلد هي إحدى قرى عزلة بني حسن وحسين بمديرية مناخة التابعة لمحافظة صنعاء، بلغ تعداد سكانها 205 نسمة حسب تعداد اليمن لعام 2004.